# Protankyra autopista
Protankyra autopista is een zeekomkommer uit de familie Synaptidae.
De wetenschappelijke naam van de soort werd in 1881 gepubliceerd door Emil von Marenzeller.